# Constantin Creangă
Constantin Creangă a fost fiul cel mai mare al scriitorului român Ion Creangă și s-a născut în anul 1864. Asemenea tatălui său, Constantin Creangă a avut o pasiune pentru literatură și a scris poezii, însă opera sa nu a fost atât de cunoscută și apreciată ca cea a tatălui său.
După moartea tatălui său în anul 1889, Constantin Creangă a devenit administratorul averii familiei și a îngrijit de publicarea lucrărilor părintelui său. De asemenea, el a fost implicat în organizarea înmormântării tatălui său și a redactat o biografie despre viața și opera acestuia, intitulată "Ion Creangă - viața și opera lui".
Potrivit informațiilor disponibile, Constantin Creangă a avut 4 copii. El s-a căsătorit cu o femeie numită Olga, însă căsnicia lor nu a fost fericită și s-a încheiat prin divorț. După divorț, Constantin Creangă s-a recăsătorit cu o altă femeie numită Nona.
În afara de faptul că a fost fiul lui Ion Creangă și a scris poezii și o biografie despre tatăl său, nu există prea multe informații disponibile despre viața și cariera lui Constantin Creangă. Cu toate acestea, el a fost o personalitate importantă în viața și moștenirea lui Ion Creangă, contribuind la păstrarea și promovarea operei tatălui său.
Constantin Creangă a decedat în anul 1903, la vârsta de doar 39 de ani, fiind îngropat în cimitirul "Bellu", 